# Робен, Мадо
Мадле́н Мари́ Робе́н (фр. Madeleine Marie Robin), известная как Мадо́ Робе́н (фр. Mado Robin; 29 декабря 1918 — 10 декабря 1960) — французская оперная певица, колоратурное сопрано. Голос Мадо Робен считается одним из самых высоких голосов XX века: её диапазон достигал ре четвёртой октавы.

## Биография
Мадо Робен родилась 29 декабря в 1918 года в городке Изер-сюр-Крез (Турень, Франция), где её семье принадлежал замок Шато-ле-Валле. Мадо занялась пением в 17-летнем возрасте по совету Титта Руффо, который услышал её в любительском концерте. Обучалась вокалу у педагога Д. Подесты. Впервые выступила в Париже в 1942 году как концертная певица, а в 1945 году — в опере.
В 17 лет Робен вышла замуж за англичанина Алана Смита, который вскоре после Второй мировой войны погиб в автокатастрофе. Имела одну дочь.
Мадо Робен умерла в 1960 году в Париже от рака (согласно различным источникам, от рака печени или от лейкемии), не дожив нескольких дней до юбилейного, 1500-го представления оперы «Лакме», организованного «Опера-Комик» в честь дня её рождения. В 2009 году в родном городе певицы открыт музей Мадо Робен.

## Карьера
На протяжении 15 лет Мадо Робен была ведущей солисткой театров «Гранд-Опера» и «Опера-Комик». Самой знаменитой ролью Робен была Лакме в опере Делиба «Лакме»; запись этой оперы с её участием под управлением дирижёра Георга Себастьяна в 1952 году сделана фирмой Decca Records. Другие партии — Лючия («Лючия ди Ламмермур» Доницетти), Олимпия («Сказки Гофмана» Оффенбаха), Джильда («Риголетто» Верди), Розина («Севильский цирюльник» Россини), Лейла («Искатели жемчуга» Бизе). В 1954 году Робен исполняла партии Лючии и Джильды в Сан-Франциско. В 1959 году Робен с успехом гастролировала в СССР, где дала шестнадцать концертов. В 50-х годах XX века Робен часто выступала на радио и телевидении Франции.